# ماتسوموتو بونزابورو
ماتسوموتو بونزابورو (به ژاپنی: 松本文三郎) سال تولد ۱۸۶۹ مرگ ۱۹۴۴ میلادی؛ پژوهشگر در زمینه فرهنگ هند و هنر بودایی بود. او در شهر کانازاوا در استان کاگا امروزه استان ایشیکاوا در ژاپن متولد شد. پس از فارغ‌التحصیلی در سال ۱۸۹۳ از دانشکده ادبیات دانشگاه توکیو، مدتی در دبیرستان دایچی تدریس می‌کرد در سال ۱۸۹۲ در زمینه ادبیات دکترای خود را دریافت کرد. در سال ۱۹۰۶ استاد تاریخ فلسفه هند در بخش علوم و هنر دانشگاه کیوتو ۱۹۰۸〜۱۹۱۵ رئیس دانشگاه علوم و هنر بود و در سال ۱۹۲۹ از استادی بازنشسته شد. در سال ۱۹۱۹ عضو آکادمی امپراتوری بود و در سال ۱۹۳۸ مدیر مؤسسه فرهنگ شرق بود. پژوهشگر در زمینه سایت‌های باستانی در هند و چین و ویراستار «نیپون دایزوکیو» "Nippon Daizokyo" بود.

## نظریه‌پرداز در رابطه مایتریا و میروکو
میترا در پادشاهی کوشان به زبان باختری «میرو» Miiro نامیده می‌شد و اعتقاد بر این است که این شکل خاستگاه کلمه میروکو (موعود در بوداگرایی ژاپنی) بوده‌است و خدای خورشید «میرو» در سلسله کوشانی بر شکل‌گیری بودا میروکو آینده تأثیر گذاشته‌است.
طبق فرضیه ماتسوموتو بونزابورو، از طریق تحلیل سیستماتیک اسطوره‌شناسی تطبیقی و زبان‌شناسی تطبیقی، نظام اساطیری میترائیسم به عنوان یک بوداسف (بودیساتوا) در بودیسم پذیرفته شد و یک «میروکوی» آخرالزمانی منحصر به فرد در ژاپن با محوریت مایتریا شکل گرفت.